# Deutsche Botschaft Canberra

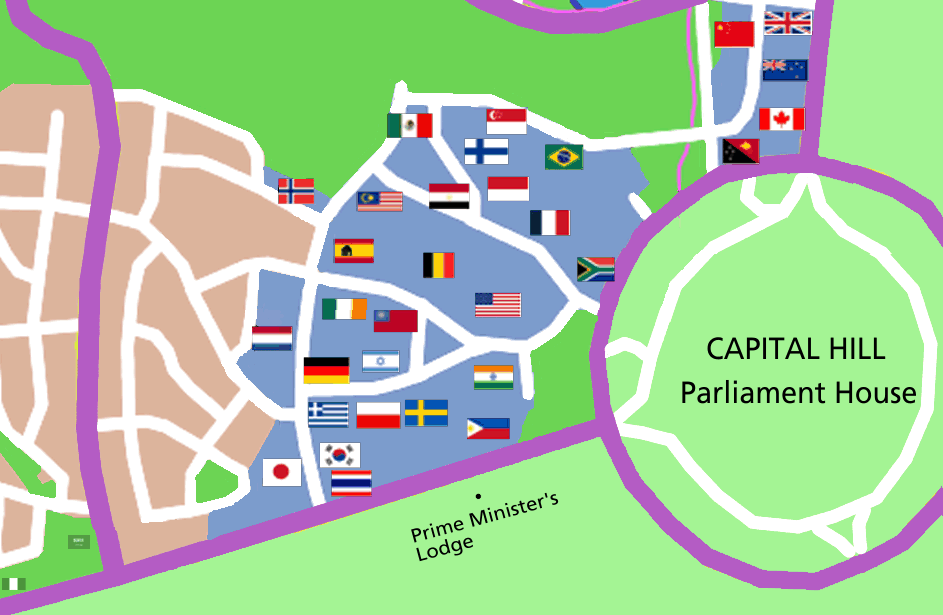
Lageplan der fremden Missionen in der Diplomatic Enclave

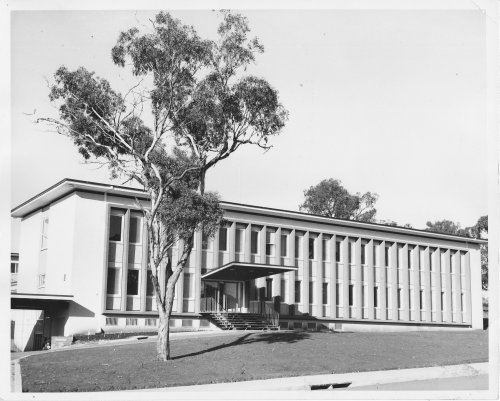
Außenansicht der deutschen Botschaft Canberra Ende der 1950er Jahre

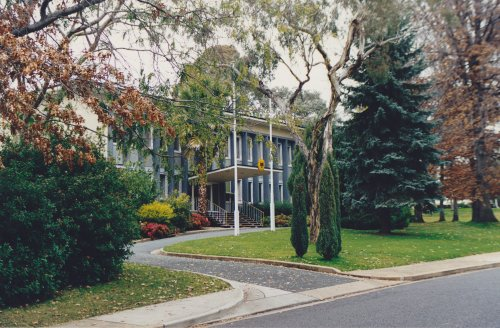
Deutsche Botschaft Canberra, um 1980

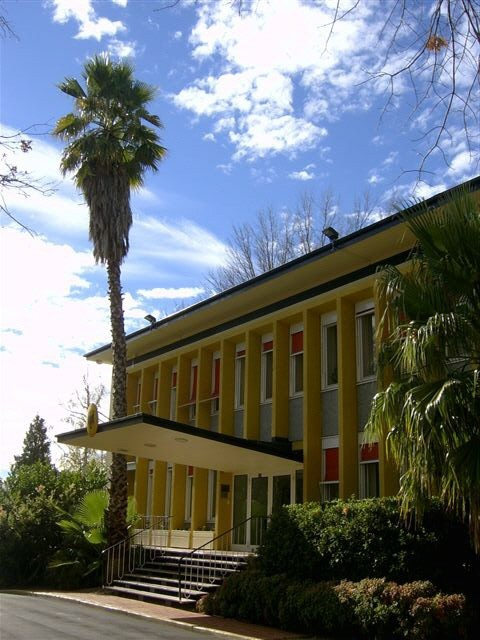
Außenansicht des Kanzleigebäudes der Deutschen Botschaft Canberra, 2014

Die Deutsche Botschaft in Canberra ist die diplomatische Vertretung der Bundesrepublik Deutschland in Australien. Die Leiterin ist gleichzeitig als Botschafterin in Papua-Neuguinea, Salomonen, Vanuatu und Nauru akkreditiert. Seit dem 1. September 2023 ist Beate Grzeski außerordentliche und bevollmächtigte Botschafterin Deutschlands in Australien.

## Lage
Die Botschaft befindet sich im Botschaftsviertel (Diplomatic Enclave) im Stadtteil Yarralumla der australischen Hauptstadt Canberra, Australian Capital Territory (ACT). In direkter Nachbarschaft liegen die Botschaften Israels und Griechenlands. Die Straßenadresse lautet: 119 Empire Circuit, Yarralumla, ACT 2600, Canberra.
Zum knapp 3 km entfernten Außenministerium gelangt man in wenigen Minuten. Der Flughafen Canberra ist rund 10 km östlich gelegen und eine Fahrtzeit von einer knappen Viertelstunde ist in der Regel ausreichend.

## Gebäude
1955 wurde die in Sydney eröffnete Botschaft nach Canberra verlegt. Die von der Bundesbaudirektion geplante, 1958 fertiggestellte Botschaft ist einer der frühen Botschaftsneubauten Deutschlands eine „typische, von einem System enger Fensterachsen gegliederte langgestreckte Geradlinigkeit der Nachkriegsarchitektur und ist in erster Linie auf die funktionalen Bedürfnisse abgestimmt“. Es handelt sich um eine bundeseigene Liegenschaft.
Die Botschaft wurde mit folgenden Kunstwerken ausgestattet:
- Jürgen Klein: Sonnenuhr
- Waldemar Otto: »Feuervogel«, »Begegnung«, »Wundervogel«, Kupferreliefs
- Edith Müller-Ortloff: »Zugvögel fliegen über Land und Meer«, Bildteppich

## Auftrag und Organisation
Die Deutsche Botschaft Canberra hat den Auftrag, die australisch-deutschen Beziehungen zu pflegen, die deutschen Interessen gegenüber der Regierung von Australien zu vertreten und die Bundesregierung über Entwicklungen in Australien zu unterrichten. Das Gleiche gilt für die Staaten, in denen der Botschafter nebenakkreditiert ist (Papua-Neuguinea, Salomonen, Vanuatu und Nauru).
Die Botschaft gliedert sich in die Referate für Politik, Wirtschaft, Wissenschaft, Arbeit und Soziales, Kultur sowie Presse. Es besteht ein von einem Offizier im Rang eines Oberstleutnant geleiteter Militärattachéstab.

### Konsularische Dienstleistungen
Das Referat für Rechts- und Konsularaufgaben der Botschaft betreut lediglich deutsche Staatsangehörige, die im Australian Capital Territory (ACT) ansässig sind. Für diese bietet es alle konsularischen Dienstleistungen an.
Das Deutsche Generalkonsulat Sydney nimmt alle Rechts- und Konsularaufgaben für Deutsche in Australien (außer im ACT) sowie Papua-Neuguinea, Nauru, Salomonen und Vanuatu wahr.
Honorarkonsuln der Bundesrepublik Deutschland sind in Melbourne (Victoria), Adelaide (South Australia), Brisbane (Southern Queensland), Cairns (Northern Queensland), Darwin (Northern Territory), Hobart (Tasmanien), Perth (Western Australia), Honiara (Salomonen), Port Moresby (Papua-Neuguinea) und Port-Vila (Vanuatu) bestellt und ansässig. Auf Nauru gibt es keinen deutschen Honorarkonsul.

## Geschichte
1879 wurde die Eröffnung eines Generalkonsulats in Sydney erstmals unter dem Reichskanzler und Außenminister Otto von Bismarck beschlossen. Der erste Generalkonsul war ab 1879 Richard Krauel. Von 1897 bis 1900 war Peter Franz Kempermann deutscher Generalkonsul in Sydney. Nach Ausbruch des Ersten Weltkrieges wurden die Beziehungen abgebrochen und das Generalkonsulat in Sydney zunächst geschlossen. 1924 erfolgte die Wiederaufnahme des Generalkonsulats in Melbourne, das vier Jahre später wieder nach Sydney zog. Mit dem Beginn des Zweiten Weltkrieges wurde das Generalkonsulat 1939 geschlossen.
Im Jahr 1952 wurden wieder diplomatische Beziehungen aufgenommen. Obwohl die Reaktionen auf die Ankunft des ersten Botschafter der Bundesrepublik Deutschland, Walther Hess, kontrovers waren und der Empfang nach dem Zweiten Weltkrieg in Sydney von Protesten begleitet wurde, gelang es ihm, die deutsch-australischen Beziehungen neu zu definieren. Da es einige Zeit dauerte, bis eine geeignete Immobilie in Canberra zur Verfügung stand, wurde der Betrieb der deutschen Botschaft in Sydney weitergeführt. Erst 1955 zog die Botschaft schließlich in Hauptstadt Australiens, Canberra. Die Vertretung in Sydney wurde in ein Generalkonsulat umgewandelt.
Die Aufnahme der diplomatischen Beziehungen zwischen der Deutschen Demokratischen Republik (DDR) und Australien begann am 22. Dezember 1972 mit Botschafter Hans Richter. Aufgrund des Beitritts der DDR zur Bundesrepublik Deutschland gingen die diplomatischen Beziehungen am 3. Oktober 1990 unter. Die verwaltungstechnische Abwicklung der DDR-Botschaft in Canberra dauerte bis Mitte 1992.

### Ausgewählte Eckpunkte der jüngeren australisch-deutschen Beziehungen
Am 28. Januar 2013 unterzeichneten die Außenminister Guido Westerwelle und Bob Carr die Berlin-Canberra-Absichtserklärung über eine strategische Partnerschaft zum Anlass des 61. Jahrestages deutsch-australischer Beziehungen.  Diese deckt Bereiche wie Außen- und Sicherheitspolitik, Wirtschaft und Handel, Wissenschaft und Forschung, Energie und Klimaschutz oder auch Entwicklungszusammenarbeit ab. Deutschland und Australien planen ihre Zusammenarbeit künftig weiter zu vertiefen.
Im April 2015 beriefen Bundeskanzlerin Angela Merkel und der australische Premierminister Tony Abbott eine deutsch-australische Beratergruppe ein. Die Gruppe wurde von der Staatsministerin im Auswärtigen Amt, Maria Böhmer, geleitet – Ko-Vorsitzender war der australische Finanzminister Mathias Cormann.